# Роберт Маколей
Роберт Маколей (англ. Robert Macauley; нар. 11 грудня 1923, Нью-Йорк — пом. 26 грудня 2010, Норт-Палм-Біч, Флорида) — американський підприємець і благодійник. Засновник міжнародної некомерційної організації AmeriCares.

## Біографія
Народився 11 грудня 1923 року на Мангеттені. Дитинство провів у місті Гринвіч, штат Коннектикут. Навчався в Академії Філліпса, а потім в Єльському університеті, де жив в одній кімнаті з Джорджем Бушем-старшим. Маколей перервав навчання в університеті і пішов в армію, служив у Північній Африці у складі повітряного корпусу армії США. Після завершення військової служби отримав ступінь бакалавра політології в Єльському університеті в 1945 році. Після університету Маколей пішов працювати в сімейну компанію M. L. Macauley Corporation, що виробляла папір. У 1972 році заснував власну компанію Virginia Fibre Corporation, що виготовляла гофрований картон.
У 1975 році почав активно займатися благодійністю. Під час операції Babylift по евакуації безпритульних дітей з Південного В'єтнаму Роберт Маколей на свої кошти зафрахтував Boeing 747 із Pan American World Airways щоб встигнути евакуювати близько 300 дітей до падіння Сайгону. Для цього йому довелося закласти власний будинок.
У 1981 році Папа Іван Павло II попросив Маколея організувати постачання гуманітарної допомоги до Польщі. Він організував збір коштів на придбання медичного приладдя серед різних організацій. Закуплені на суму 1,5 мільйона доларів медичні приналежності були доставлені повітрям до Польщі в березні 1982 року. Цього року він заснував AmeriCares — міжнародну некомерційну організація, що займається ліквідацією наслідків стихійних лих та організацією гуманітарної допомоги. У тому ж 1982 році AmeriCares організувала повітряний міст для забезпечення ліками жертв громадянської війни в Лівані. Роберт Маколей обіймав посаду виконавчого директора AmeriCares до 2002 року, не отримуючи при цьому зарплати. Він залишався головою ради директорів організації аж до самої смерті.
Роберт Маколей помер 26 грудня 2010 року в своєму будинку у Флориді від емфіземи легень. У нього залишилася дружина Лейла, а також дочка, син, пасинок і четверо онуків.